# Теорема Рімана про відображення
Теорема Рімана про відображення — теорема у комплексному аналізі, що стверджує, що для довільної однозв'язної відкритої підмножини {\displaystyle U} комплексної площини {\displaystyle \mathbb {C} }, що не збігається з усією {\displaystyle \mathbb {C} }, існує бієктивне голоморфне відображення {\displaystyle f\,} із множини {\displaystyle U\,} на відкритий одиничний круг {\displaystyle D\,}
{\displaystyle f:U\rightarrow D\,}
де
{\displaystyle D=\{z\in {\mathbb {C} }:|z|<1\}.}

## Зауваження
Голоморфна функція, що є взаємно-однозначною (тобто оборотною), є конформним відображенням, так що теорему можна формулювати в термінах конформної еквівалентності. Також, не має значення, стверджувати про існування функції {\displaystyle f\colon D\to U} або оберненої {\displaystyle f^{-1}\colon U\to D}.
Можна навіть вимагати існування відображення з будь-якої однозв'язної області в будь-яку іншу однозв'язну — твердження теореми від цього не стане сильнішим.
Дана теорема здається парадоксальною, оскільки умови на область є чисто топологічними і ніяк не обумовлюють геометрію її межі.
Насправді, порівняно легко будуються конформні відображення круга не тільки на многокутники і подібні фігури, але і області на зразок круга з одним вирізаним радіусом і т. д.
Можна навіть побудувати функцію на кругу, образ якої має ніде не гладку межу.
Втім, Ріман зумів довести теорему лише в припущенні кускової гладкості межі.

## Єдиність відображення
Оскільки одиничний круг легко нетотожно конформно відобразити на себе, то шукане конформне відображення єдиним бути не може.
Проте, легко бачити, що вся неоднозначність в побудові відображення відноситься до автоморфізмів одиничного круга, які утворюють дійсну 3-мірну групу Лі. Зокрема, якщо {\displaystyle z_{0}} — елемент множини {\displaystyle U} і φ — довільний кут, тоді існує єдине відображення {\displaystyle f} із теореми Рімана, яке додатково задовольняє умовам {\displaystyle f} відображає {\displaystyle z_{0}} в {\displaystyle 0} і аргумент похідної {\displaystyle f} в точці {\displaystyle z_{0}} рівний куту φ.

## Доведення
Доведемо, що в {\displaystyle D\,} існує хоча б одна голоморфна і ін'єктивна функція, що по модулю є меншою 1. За умовою межа {\displaystyle \partial D\,}містить дві різні точки {\displaystyle \alpha ,\ \beta .} Квадратний корінь {\displaystyle {\sqrt {\frac {z-\alpha }{z-\beta }}}}має аналітичне продовження вздовж будь-якого шляху в області {\displaystyle D\,} і оскільки ця область є однозв'язною, то за теоремою про монодромію цей корінь допускає виділення в {\displaystyle D\,} двох однозначних гілок {\displaystyle \varphi _{1}} і {\displaystyle \varphi _{2},}що відрізняються знаком.
Кожна з цих гілок є ін'єктивною в {\displaystyle D\,}, бо з рівності {\displaystyle \varphi _{i}(z_{1})=\varphi _{i}(z_{2})}випливає рівність
{\displaystyle {\frac {z_{1}-\alpha }{z_{1}-\beta }}={\frac {z_{2}-\alpha }{z_{2}-\beta }},}
а з неї, зважаючи на ін'єктивність дробово-лінійної функції, рівність {\displaystyle z_{1}=z_{2}}. Ці гілки відображають {\displaystyle D\,}відповідно на області {\displaystyle {\bar {D}}_{1}=\varphi _{1}(D)} і {\displaystyle {\bar {D}}_{2}=\varphi _{2}(D)}, які не мають спільних точок, бо в іншому випадку знайшлися б точки {\displaystyle z_{1},z_{2}\in D} такі, що {\displaystyle \varphi _{1}(z_{1})=\varphi _{2}(z_{2})}, але з останнього рівності знову випливає рівність {\displaystyle z_{1}=z_{2}}, а тому {\displaystyle \varphi _{1}(z_{1})=\varphi _{2}(z_{1})=-\varphi _{1}(z_{1}),\ }що неможливо оскільки {\displaystyle \varphi _{1}(z)\neq 0} для всіх {\displaystyle z\in D.}
Область {\displaystyle {\bar {D}}_{2}} містить деякий круг {\displaystyle \{|w-w_{0}|<\rho \},}а тому {\displaystyle \varphi _{1}} в {\displaystyle D\,}не набуває значень з цього кола. Тому функція
{\displaystyle g(z)={\frac {\rho }{\phi _{1}(z)-w_{0}}},}
очевидно є голоморфною і ін'єктивною і обмеженою в {\displaystyle D\,}: 
{\displaystyle g(z)\leqslant 1,\,\forall z\in D.}
Позначимо як {\displaystyle S\,} сім'ю всіх голоморфних і ін'єктивних в {\displaystyle D\,} функцій, по модулю всюди менших 1. Ця
сім'я є непустою, бо містить функцію {\displaystyle g(z)} і по теоремі Монтеля вона є нормальною. Оскільки {\displaystyle g(z)} є ін'єктивною в {\displaystyle D\,}, то у довільній точці {\displaystyle |g'(z)|>0.} Підсім'я {\displaystyle S_{1}} сім'ї {\displaystyle S\,}, до якої належать усі функції з {\displaystyle S\,}для яких
{\displaystyle |f'(a)|\geqslant |g'(a)|>0}
в деякій фіксованій точці {\displaystyle a\in D} є нормальною. Також якщо послідовність функцій {\displaystyle f_{n}\in S_{1}} збігається рівномірно на компактних підмножинах {\displaystyle D\,}то границя цієї послідовності належить {\displaystyle S_{1}}. 
Дійсно з наслідку теореми Гурвіца границя послідовності функцій {\displaystyle f_{n}\in S_{1}}, що сходиться рівномірно на будь-якій компактній підмножині {\displaystyle K\subset D}, може бути лише ін'єктивною функцією  або константою але останній випадок виключений нерівністю {\displaystyle |f'(a)|>0}. Також якщо {\displaystyle |f'_{n}(a)|\geqslant |g'(a)|} для елементів цієї послідовності, то і для граничної функції {\displaystyle |f'(a)|\geqslant |g'(a)|.} Отож також і {\displaystyle f\in S_{1}.}
Розглянемо на {\displaystyle S_{1}} функціонал {\displaystyle J(f)=|f'(a)|.} Він є неперервним адже для рівномірно збіжної на компактах послідовності {\displaystyle f_{n}\in S_{1}} із границею {\displaystyle f\in S_{1}}, послідовність похідних {\displaystyle f'_{n}} теж рівномірно на компактах збігається до {\displaystyle f',} зокрема {\displaystyle f'_{n}(a)=f'(a).}
Оскільки {\displaystyle S_{1}}є компактною (у просторі голоморфних функцій із компактно-відкритою топологією) множиною  то існує функція {\displaystyle f_{0}\in S_{1}}на якій цей функціонал досягає максимуму, тобто така, що для всіх {\displaystyle f\in S_{1}} виконується нерівність {\displaystyle f'(a)\leqslant f_{0}'(a).}
Оскільки функція {\displaystyle f_{0}\in S_{1},} то вона конформно відображає {\displaystyle D\,} в одиничний круг {\displaystyle U}. Також {\displaystyle f_{0}(a)=0\ } оскільки в іншому випадку в {\displaystyle S_{1}\ } була б функція
{\displaystyle h(z)={\frac {f_{0}(z)-f_{0}(a)}{1-{\overline {f_{0}(a)}}f_{0}(z)}},}
для котрої
{\displaystyle |h'(a)|={\frac {1}{1-|f_{0}'(a)|^{2}}}|f_{0}'(a)|>|f_{0}'(a)|,}
що суперечить означенню функції {\displaystyle f_{0}}.
Функція {\displaystyle f_{0}} відображає {\displaystyle D\,} на весь круг {\displaystyle U}. Справді, нехай {\displaystyle f_{0}}не приймає в {\displaystyle D\,}деякого значення {\displaystyle b\in U}. Оскільки {\displaystyle f_{0}(a)=0}, то {\displaystyle b\neq 0}. Але і значення {\displaystyle b_{1}=1/{\bar {b}}} не приймається цією функцією в {\displaystyle D\,} (оскільки {\displaystyle |b_{1}|>1}), і, отже, по теоремі про монодромію в {\displaystyle D\,}можна виділити однозначну гілку кореня
{\displaystyle \psi (z)={\sqrt {\frac {f_{0}(z)-b}{1-{\bar {b}}f_{0}(z)}}}}
яка належить {\displaystyle S\,}. Але тоді {\displaystyle S\,} належить і функція
{\displaystyle k(z)={\frac {\psi (z)-\psi (a)}{1-{\overline {\psi (a)}}\psi (z)}},}
для котрої
{\displaystyle |k'(a)|={\frac {1+|b|}{2{\sqrt {|b|}}}}|f_{0}'(a)|.}
Але {\displaystyle 1+|b|>2{\sqrt {b}}} бо {\displaystyle |b|<1}, тобто {\displaystyle k\in S_{1}} і {\displaystyle |k'(a)|>|f_{0}'(a)|,}що суперечить означенню функції {\displaystyle f_{0}}.

## Узагальнення
Якщо замість області на комплексній площині розглядати область на довільній ріманової поверхні, то ми приходимо до часткового випадку теореми про уніформізацію:
для довільної однозв'язної відкритої підмножини {\displaystyle U} ріманової поверхні існує бієктивне голоморфне відображення ({\displaystyle f\,} із множини {\displaystyle U\,} на одну з множин:
- ріманову сферу;
- комплексну площину;
- одиничний круг.

Спроби узагальнити дану теорему на дійсну конформну геометрію в розмірностях вище 2, як і на комплексну геометрію в розмірностях вище 1, використовуючи поняття голоморфного відображення, до особливих успіхів не привели.
Доведено, що і в тому і іншому випадку для еквівалентності областей вже недостатньо чисто топологічних умов.
У будь-якому випадку, такі загальні твердження про еквівалентність областей в багатовимірних просторах науці не відомі.